# Stéfanos Tsitsipàs
Stéfanos Tsitsipàs (grec: Στέφανος Τσιτσιπάς; Atenes, 12 d'agost de 1998) és un tennista professional grec.
Ha guanyat vuit títols individuals que li van permetre arribar al número 3 del rànquing individual, de fet, amb dinou anys ja va esdevenir el tennista grec amb millor rànquing de la història. També fou el primer tennista grec a classificar-se per una final del circuit ATP des que Nikólaos Kalogerópulos ho aconseguís el 1973.

## Biografia
Fill d'Apóstolos Tsitsipas i Julia Apostoli, de soltera Sàlnikova. El seu pare és entrenador de tennis grec i la seva mare d'origen rus que també fou tennista. El seu avi, Serguei Sàlnikov, va ser un exjugador i entrenador de futbol soviètic. De ben petit va entrar en contacte amb el tennis i va destacar en totes les categories inferiors amb el seu pare com a entrenador. Més tard va entrar a l'acadèmia de Patrick Mouratoglou a França per continuar amb la seva formació, i va esdevenir número 1 en categoria júnior.

## Torneigs de Grand Slam

### Individual: 2 (0−2)
| Resultat  | Núm. | Any  | Torneig          | Oponent       | Marcador                   |
| --------- | ---- | ---- | ---------------- | ------------- | -------------------------- |
| Finalista | 1.   | 2021 | Roland Garros    | Novak Đoković | 7−6(6), 6−2, 3−6, 2−6, 4−6 |
| Finalista | 2.   | 2023 | Open d'Austràlia | Novak Đoković | 3−6, 6−7(4), 6−7(5)        |

## Palmarès

### Individual: 30 (12−18)
| Llegenda                          |
| --------------------------------- |
| Grand Slams (0−2)                 |
| ATP Finals (1−0)                  |
| ATP World Tour Masters 1000 (3−4) |
| ATP World Tour 500 (1−11)         |
| ATP World Tour 250 (7−1)          |

| Títols per superfície |
| --------------------- |
| Dura (6−10)           |
| Gespa (1−0)           |
| Terra batuda (5−8)    |

| Resultat  | Núm. | Data                   | Torneig                           | Superfície   | Oponent               | Marcador                   |
| --------- | ---- | ---------------------- | --------------------------------- | ------------ | --------------------- | -------------------------- |
| Finalista | 1.   | 29 d'abril de 2018     | Barcelona, Espanya                | Terra batuda | Rafael Nadal          | 2−6, 1−6                   |
| Finalista | 2.   | 12 d'agost de 2018     | Toronto, Canadà                   | Dura         | Rafael Nadal          | 2−6, 6−7(4)                |
| Guanyador | 1.   | 21 d'octubre de 2018   | Estocolm, Suècia                  | Dura (i)     | Ernests Gulbis        | 6−4, 6−4                   |
| Guanyador | −    | 10 de novembre de 2018 | Next Gen ATP Finals, Milà, Itàlia | Dura (i)     | Alex de Minaur        | 2−4, 4−1, 4−3(3), 4−3(3)   |
| Guanyador | 2.   | 24 de febrer de 2019   | Marsella, França                  | Dura (i)     | Mikhaïl Kukuixkin     | 7−5, 7−6(5)                |
| Finalista | 3.   | 2 de març de 2019      | Dubai, Emirats Àrabs Units        | Dura         | Roger Federer         | 4−6, 4−6                   |
| Guanyador | 3.   | 5 de maig de 2019      | Estoril, Portugal                 | Terra batuda | Pablo Cuevas          | 6−3, 7−6(4)                |
| Finalista | 4.   | 12 de maig de 2019     | Madrid, Espanya                   | Terra batuda | Novak Đoković         | 3−6, 4−6                   |
| Finalista | 5.   | 6 d'octubre de 2019    | Pequín, Xina                      | Dura         | Dominic Thiem         | 6−3, 4−6, 1−6              |
| Guanyador | 4.   | 17 de novembre de 2019 | ATP Finals, Londres, Regne Unit   | Dura (i)     | Dominic Thiem         | 6−7(6), 6−2, 7−6(4)        |
| Guanyador | 5.   | 23 de febrer de 2020   | Marsella (2)                      | Dura (i)     | Félix Auger-Aliassime | 6−3, 6−4                   |
| Finalista | 6.   | 29 de febrer de 2020   | Dubai (2)                         | Dura         | Novak Đoković         | 3−6, 4−6                   |
| Finalista | 7.   | 27 de setembre de 2020 | Hamburg, Alemanya                 | Terra batuda | Andrei Rubliov        | 4−6, 6−3, 5−7              |
| Finalista | 8.   | 21 de març de 2021     | Acapulco, Mèxic                   | Dura         | Alexander Zverev      | 4−6, 6−7(3)                |
| Guanyador | 6.   | 18 d'abril de 2021     | Montecarlo, Mònaco                | Terra batuda | Andrei Rubliov        | 6−3, 6−3                   |
| Finalista | 9.   | 25 d'abril de 2021     | Barcelona (2)                     | Terra batuda | Rafael Nadal          | 4−6, 7−6(6), 5−7           |
| Guanyador | 7.   | 24 de maig de 2021     | Lió, França                       | Terra batuda | Cameron Norrie        | 6−3, 6−3                   |
| Finalista | 10.  | 13 de juny de 2021     | Roland Garros, França             | Terra batuda | Novak Đoković         | 7−6(6), 6−2, 3−6, 2−6, 4−6 |
| Finalista | 11.  | 13 de febrer de 2022   | Rotterdam, Països Baixos          | Dura (i)     | Félix Auger-Aliassime | 4−6, 2−6                   |
| Guanyador | 8.   | 17 d'abril de 2022     | Montecarlo (2)                    | Terra batuda | A. Davidovich Fokina  | 6−3, 7−6(3)                |
| Finalista | 12.  | 15 de maig de 2022     | Roma, Itàlia                      | Terra batuda | Novak Đoković         | 0−6, 6−7(5)                |
| Guanyador | 9.   | 25 de juny de 2022     | Mallorca, Espanya                 | Gespa        | R. Bautista Agut      | 6−4, 3−6, 7−6(2)           |
| Finalista | 13.  | 21 d'agost de 2022     | Cincinnati, Estats Units          | Dura         | Borna Ćorić           | 6−7(0), 2−6                |
| Finalista | 14.  | 9 d'octubre de 2022    | Nursultan, Kazakhstan             | Dura (i)     | Novak Đoković         | 3−6, 4−6                   |
| Finalista | 15.  | 23 d'octubre de 2022   | Estocolm, Suècia                  | Dura         | Holger Rune           | 4−6, 4−6                   |
| Finalista | 16.  | 29 de gener de 2023    | Open d'Austràlia (10)             | Dura         | Novak Đoković         | 3−6, 6−7(4), 6−7(5)        |
| Finalista | 17.  | 23 d'abril de 2023     | Barcelona (3)                     | Terra batuda | Carlos Alcaraz        | 3−6, 4−6                   |
| Guanyador | 10.  | 5 d'agost de 2023      | Los Cabos, Mèxic                  | Dura         | Alex de Minaur        | 6−3, 6−4                   |
| Guanyador | 11.  | 14 d'abril de 2024     | Montecarlo (3)                    | Terra batuda | Casper Ruud           | 6−1, 6−4                   |
| Finalista | 18.  | 21 d'abril de 2024     | Barcelona (4)                     | Terra batuda | Casper Ruud           | 5−7, 3−6                   |
| Guanyador | 12.  | 1 de març de 2025      | Dubai                             | Dura         | Félix Auger-Aliassime | 6−3, 6−3                   |

### Dobles masculins: 3 (2−1)
| Llegenda                          |
| --------------------------------- |
| Grand Slams (0−0)                 |
| ATP Finals (0−0)                  |
| ATP World Tour Masters 1000 (0−1) |
| ATP World Tour 500 (1−0)          |
| ATP World Tour 250 (1−0)          |

| Títols per superfície |
| --------------------- |
| Dura (2−1)            |
| Gespa (0−0)           |
| Terra batuda (0−0)    |

| Resultat  | Núm. | Data                 | Torneig             | Superfície | Parella          | Oponents                          | Marcador            |
| --------- | ---- | -------------------- | ------------------- | ---------- | ---------------- | --------------------------------- | ------------------- |
| Finalista | 1.   | 30 de març de 2019   | Miami, Estats Units | Dura       | Wesley Koolhof   | Bob Bryan Mike Bryan              | 5−7, 6−7(8)         |
| Guanyador | 1.   | 27 de febrer de 2022 | Acapulco, Mèxic     | Dura       | Feliciano López  | Marcelo Arévalo Jean-Julien Rojer | 7−5, 6−4            |
| Guanyador | 2.   | 22 d'octubre de 2023 | Anvers, Bèlgica     | Dura       | Petros Tsitsipas | Ariel Behar Adam Pavlásek         | 6−7(5), 6−4, [10−8] |

## Trajectòria

### Individual
| Open d'Austràlia | A   | Q2          | 1R          | SF          | 3R          | SF    | SF | F  | 4R | 0 / 7    | 26 – 7   |
| Roland Garros | A   | 1R          | 2R          | 4R          | SF          | F     | 4R | QF |    | 0 / 7    | 22 – 7   |
| Wimbledon | A   | 1R          | 4R          | 1R          | NC          | 1R    | 3R | 4R |    | 0 / 6    | 8 – 6    |
| US Open | A   | Q3          | 2R          | 1R          | 3R          | 3R    | 1R | 2R |    | 0 / 6    | 6 – 6    |
| Jocs Olímpics | A   | No celebrat | No celebrat | No celebrat | No celebrat | 3R    | NC | NC |    | 0 / 1    | 2 – 1    |
| ATP Finals | A   | A           | A           | G           | RR          | RR    | RR | RR |    | 1 / 5    | 6 – 8    |
| Total Victòries–Derrotes                                                                                                   | 0−0 | 4−10        | 46−27       | 54−25       | 29−14       | 55−19 |    |    |    | 194 – 97 | 194 – 97 |
| Rànquing a final d'any | 210 | 91          | 15          | 6           | 6           | 4     |    |    |    |          |          |
| Llegenda: G: Guanyador; F: Finalista; SF: Semifinalista; QF: Quarts de final; Q: Qualificació; A: Absent; RR: Round Robin; |     |             |             |             |             |       |    |    |    |          |          |

## Guardons
- ATP Most Improved Player (2018)